# Ясин аль-Хашими
Ясин аль-Хашими (араб. ياسين الهاشمى‎; 1884, Багдад, Османский Ирак — 1937, Дамаск,  Подмандатная Сирия) — иракский государственный деятель. Дважды занимал должность премьер-министра Ирака (1924—1925 и 1935—1936).

## Биография
Родился в семье старосты одного из кварталов Багдада. По мнению историка Мухаммеда Муслиха, семья являлась потомками турецкого племени каравия, которое расселилось в Ираке в 17-м веке. Однако сам политик придерживался версии, что его семья была арабского происхождения.
В 1902 году окончил Османскую военную академию в Константинополе, во время обучения принял фамилию «аль-Хашими», которая восходит к племени курайшитов. Членом этого клана был исламский пророк Мухаммед. В 1913 году в Мосуле вступил в Аль-Эйд, законспирированное националистическое общество офицеров арабского происхождения, находившихся на службе в Османской армии. В 1915 году присоединился к арабскому националистическому обществу аль-Фатат, которое было связано эмиром Фейсалом, стремившимся создать в Ираке отдельное монархическое государство.
Во время Первой мировой войны служил офицером в Османской армии. В 1917 году успешно командовал османской дивизией в Галиции во время наступления русской армии, за что ему было присвоено воинское звание генерал-майора. В 1918 году был назначен командующим гарнизона Османской армии в Тулькарме. Весной того же года командовал османскими войсками во время наступления англичан на в Амман и аль-Соль, был ранен и отправлен в госпиталь в Дамаск. После выписки пытался восстановиться на армейской службе, но получил отказ, поскольку не обращался с этой просьбой во время годового перемирия.
После вступления Фейсала в Дамаск в октябре 1918 году аль-Хашими был назначен председателем Военного совета, одновременно он становится министром обороны, мобилизуя добровольцев для противодействия Франции подчинить себе Сирию. В конце ноября 1919 года он был арестован британскими военными по обвинению в вербовке новых добровольцев и в проведении антибританской пропаганды. Это событие ускорило кризис в правительстве Фейсала и вызвало протесты и беспорядки в Дамаске. Ему было разрешено вернуться в Сирию через Египет в начале мая 1920 года К этому времени французские войска начали наступление на Дамаск, а сирийская армия была небоеспособна, поэтому аль-Хашими отклонил предложение короля Фейсала относительно назначения на должность командующего арабской армией.
В 1922 году был назначен губернатором провинции аль-Мантафик. В январе 1924 года был избран в Учредительное собрание, а 2 августа того же года занял должность премьер-министра Ирака, одновременно совмещает посты министра обороны и иностранных дел. С одной стороны, британцы, несмотря на недоверие к политику, не могли допустить его перехода в стан оппозиции, с другой стороны, король Фейсал, зная о националистических взглядах нового премьера, рассчитывал на его активное участие в территориальном споре с Турцией по поводу бывшего вилайета Мосул. Однако через девять месяцев его сменил на посту главы кабинета Джафар аль-Аскари. В течение следующих десяти лет Ясин занимал различные государственные должности.
В ноябре 1925 года он основал Народную партию, которая выступила за независимость от Британской империи и с призывом к проведению реформ. В 1930 году, с началом повторного рассмотрения англо-иракского договора, аль-Хашими стал одним из ключевых его оппонентов и сторонников суверенитета Ирака, сплотив своих союзников в Партии национального братства, в то же время два ее лидера представляли различные религиозные направления: аль-Хашими — получивших образование суннитов, а Джафар абу Тимман — шейхов сельских шиитских племён.
После вступления Ирака в Лигу Наций король Фейсал принял решение представить оппозиции больше прав и допустил Партию народного братства в парламент, однако со смертью короля Фейсала и приходом к власти его сына Гази I ситуация изменилась, парламент был распущен, а выборы — сфальсифицированы, что резко сократило число мест оппозиции. В январе 1935 года вспыхнули шиитские восстания, а аль-Хашими посоветовал своему брату и начальнику штаба армии, Тахе, не реагировать на бунты. В этих условиях премьер аль-Мидфаи пришел к выводу, что Таха и аль-Хашими находятся в заговоре с целью смещения правящего кабинета и подал в отставку.
17 марта 1935 года Хашими во второй раз был назначен на должность премьер-министра Ирака, поскольку король полагал, что он является единственным политиком, способным стабилизировать обстановку в стране. Восстания пошли на убыль, в апреле того же года Партия национального братства приняла решение о самороспуске. После принятия нового закона о военном призыве в стране вспыхнули массовые восстания ездив на севере и шиитов в южных регионах Ирака. Постепенно глава правительства начал концентрировать в своих руках все больше властных полномочий, беспощадно подавляя любое инакомыслие, за что получил прозвище «арабского Бисмарка». Рост влияния главы кабинета вызвал недовольство короля Гази и многих представителей правящей элиты.
30 октября 1936 года Ясин аль-Хашими стал первым иракским премьер-министром свергнутым в результате военного переворота, хотя формально он сам подал в отставку после авиабомбардировки недалеко от его офиса. Джафар аль-Аскари, который тогда занимал должность министра обороны, был расстрелян мятежниками. Ясину удалось бежать в столицу Сирии Дамаск, где он скончался спустя два месяца. Его старший брат, Таха аль-Хашими, был премьер-министром Ирака в 1941 году.
Был похоронен в склепе Мавзолея Саладина, прилегающему к мечети Омейядов.